# Tatranská Lomnica

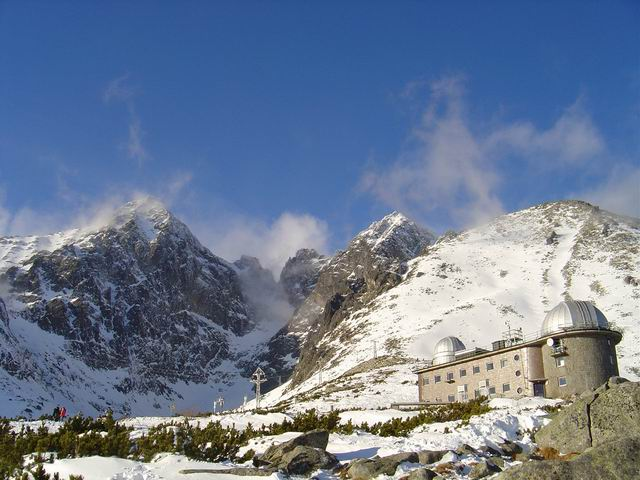
Observatorium Skalnaté Pleso, links im Hintergrund die Lomnitzer Spitze

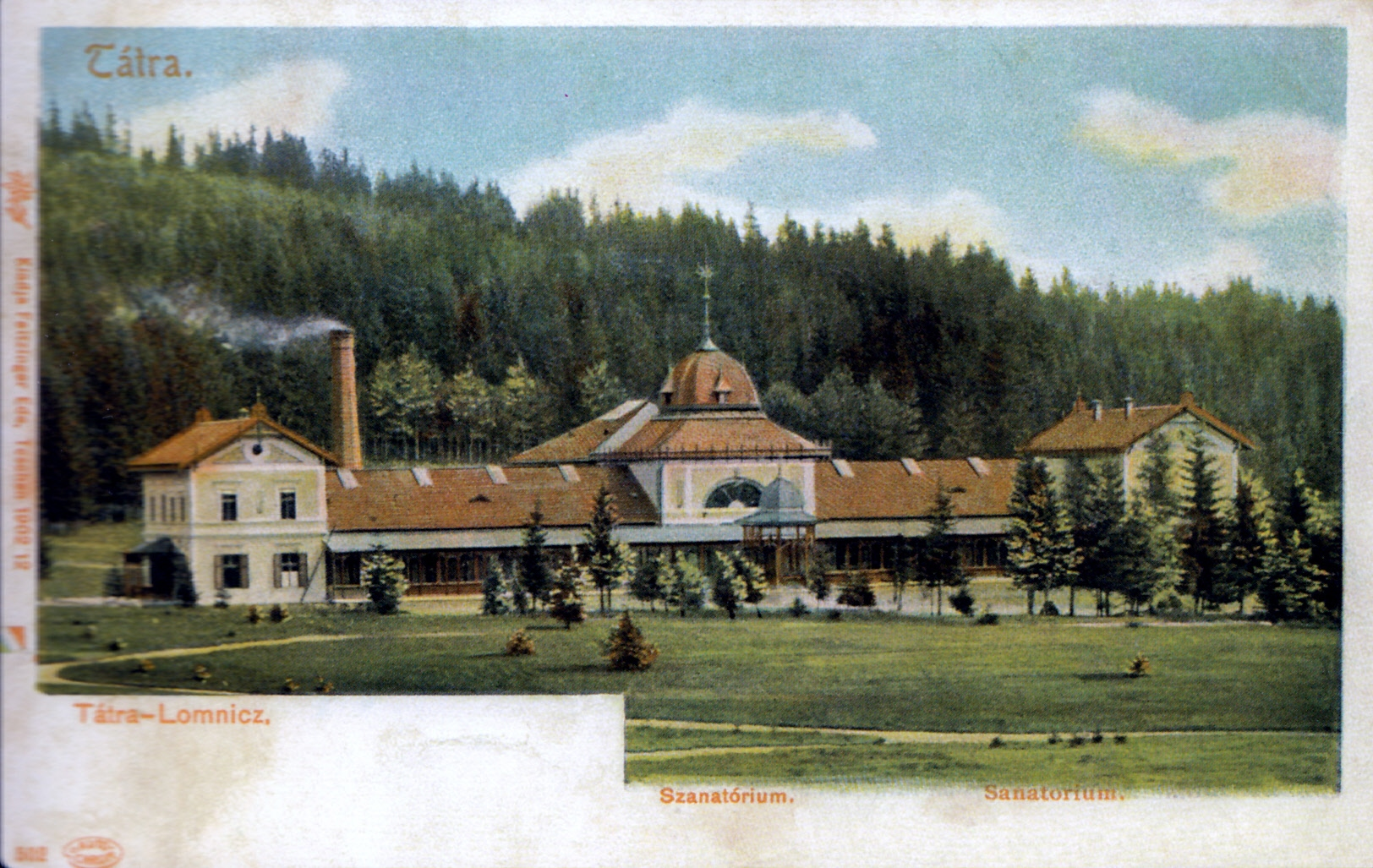
Historische Ansicht des Badehauses Kúpeľný dom

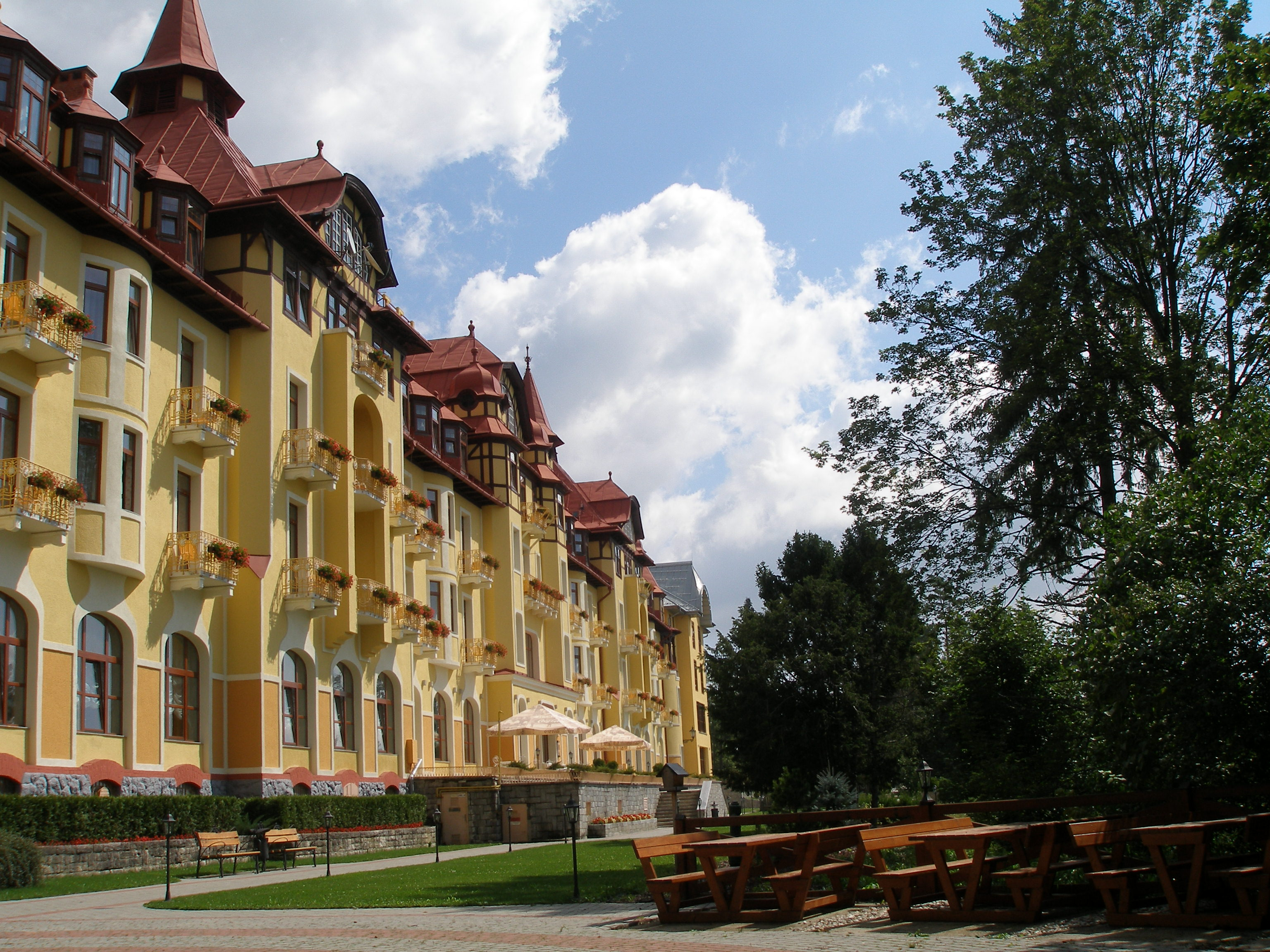
Das Grandhotel Praha

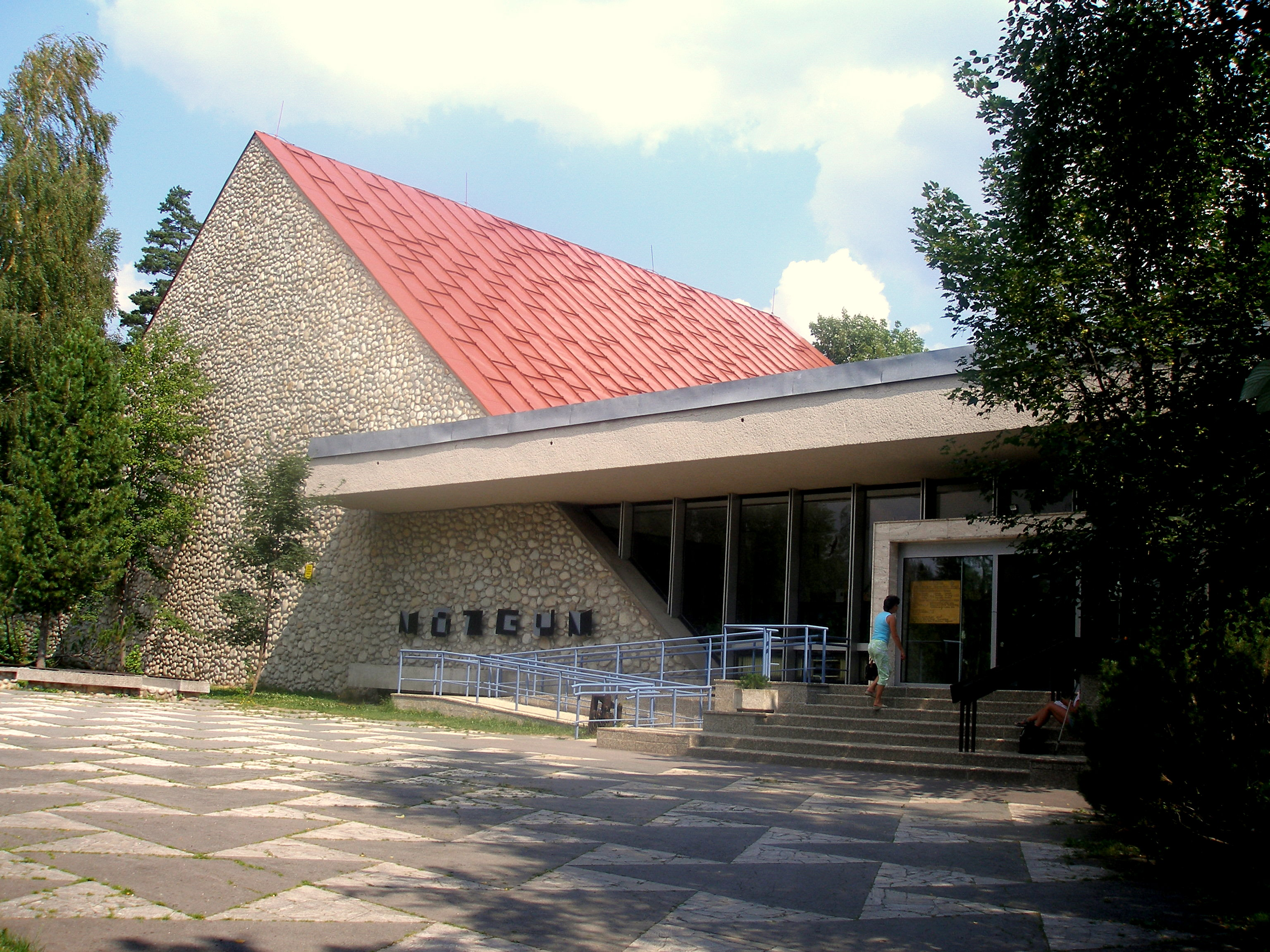
Das TANAP-Museum

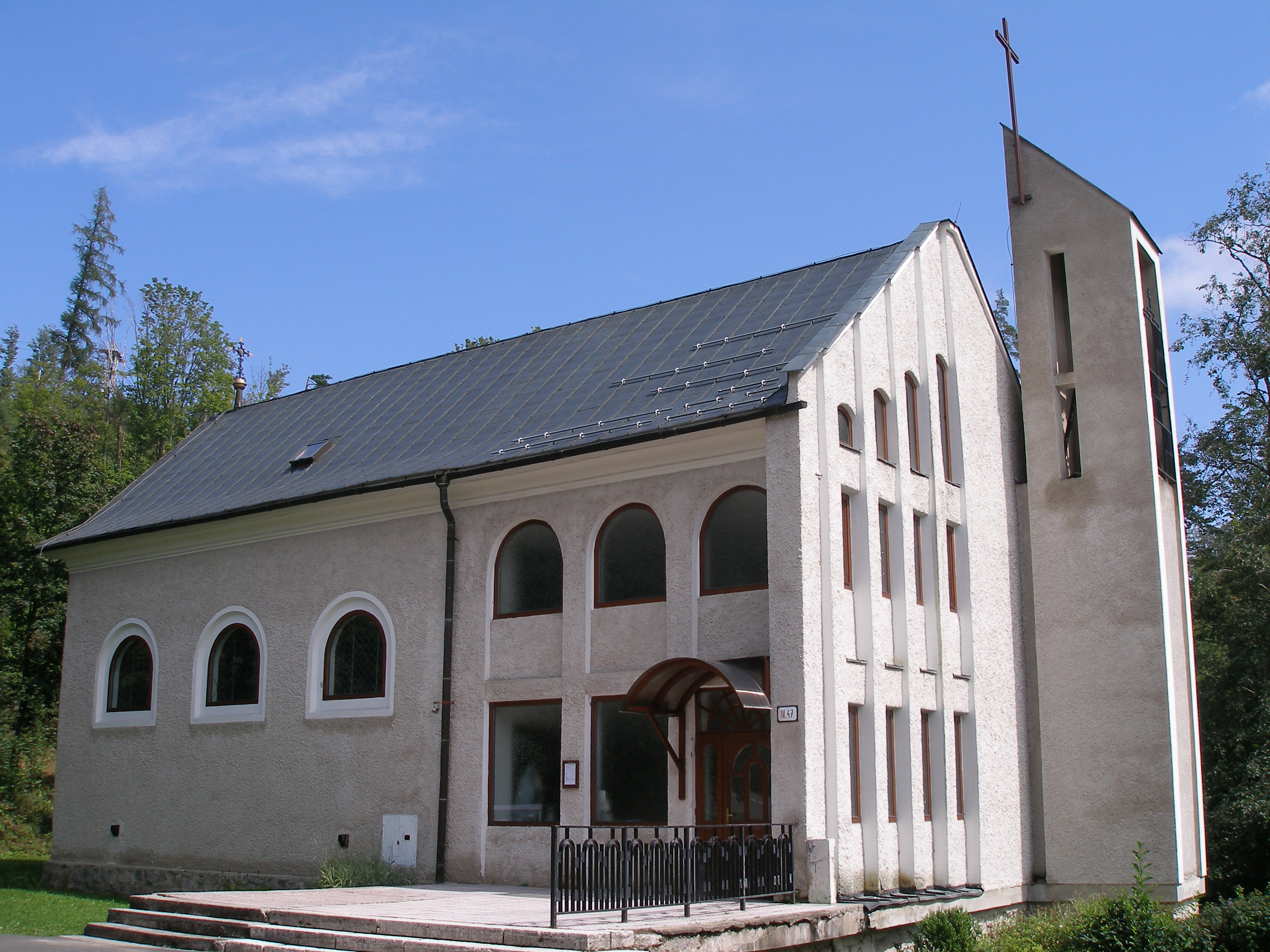
Römisch-katholische Kirche

Wappen von Tatranská Lomnica

Tatranská Lomnica (Ausspracheⓘ, deutsch Tatralomnitz, ungarisch Tátralomnic) ist ein  Stadtteil der Stadt Vysoké Tatry auf einer Höhe von 850 m n.m.. Der Ort ist neben Štrbské Pleso und Starý Smokovec eines der  touristischen Zentren der slowakischen Hohen Tatra. Hier ist der Sitz des überregional bekannten TANAP-Museums.

## Geschichte
Die Umgebung des späteren Orts war 1209 Teil der ersten königlichen Donation von Andreas II., als der Grundstückbesitz an den Zipser Propst Adolf und dessen Schwester, Gattin des Grafen Rutker, ging. Später war es Besitz der Familie Berzeviczy, deren Güter sich im Laufe der Zeit immer weiter zerstückelten. Der ungarische Staat erwarb 1892 ca. 410 ha Flächen, die sogenannten Sponerschen Matlaren von Andreas Sponer, um hier einen Forstbetrieb einzurichten und gleichzeitig einen Fremdenverkehrsort zu gründen. Tatranská Lomnica lag bis 1947 im Gebiet von Veľká Lomnica (Großlomnitz).
Anfangs standen hier ein staatliches Forsthaus und 1893 fünf Villen. Um dem Ziel, einen Luftkurort zu etablieren, gerecht zu werden, schnitt das zuständige Ministerium die erworbenen Grundstücke in 69 Parzellen, die an Interessierte verkauft oder gepachtet wurden. So ließ die Adlige Agáta Orczy aus dem Komitat Somogy die Villa Alpínka bauen, ein Sommerhaus bescheidener Größe. Viele Parzellen blieben unbenutzt. Ebenfalls 1893 errichtete die Zipser Kreditbank nach Plänen des Architekten Gedeon Majunke das damals größte Hotel in der Hohen Tatra, das Hotel Lomnitz (heute Lomnica), ein Jahr später wurde das Badehaus Kúpeľný dom im maurischen Stil errichtet. Als erster der Tatraorte erhielt 1895 Tatranská Lomnica einen direkten Bahnanschluss.  
1902 entstand eine Kirche im neugotischen Stil. 1903 verpachtete der ungarische Staat den Kurort an die Compagnie Internationale des Wagons-Lits, die 1903–1905 ein Grandhotel (damals Palasthotel, 1918 Umbenennung in Grandhotel Praha) nach einem Projekt des Architekten Guido Hoepfner bauen ließ, wobei hier zum ersten Mal im Königreich Ungarn eine modifizierte Stahlbetonskelettbauweise angewendet wurde. Nach dem vorzeitigen Ausstieg von Wagons-Lits übernahm der ungarische Staat wieder die Kontrolle, allerdings sorgten geänderte Pachtbedingungen ab 1908 für langsamere Entwicklung, sodass bis zum Ersten Weltkrieg nur noch drei Privatvillen entstanden. 1908 entstand in der Nähe ein Golfplatz, 1909 wurde eine Bobbahn mit dem Anfang nahe der heutigen Seil- und Kabinenbahnstation Štart angelegt. Seit 1911 ist der Ort Endpunkt der Elektrischen Tatrabahn von Starý Smokovec. 
Nach der Eingliederung der Slowakei in die Tschechoslowakei wurden in Tatranská Lomnica zuerst Pensionen und Privatresidenzen errichtet. Erst 1933 entstand auf Auftrag der Mährischen Lebensversicherung Brünn das große Erholungsheim Morava. 1936 begann der Bau der Gondelbahn zur Lomnitzer Spitze, die 1941 fertiggestellt wurde. Die Errichtung der Gondelbahn ermöglichte den Bau des Observatoriums Skalnaté Pleso sowie der meteorologischen Station am Gipfel. Nach dem Zweiten Weltkrieg, insbesondere in den 1960er und 1970er Jahren, wurde Tatranská Lomnica zum Hauptort der Gewerkschaftserholungstätten in der Slowakei. Dafür baute man neue Erholungsheime wie Urán, Odborár, Sasanka und Družba auf, andererseits übertrug man die bestehende Hotels in die Hände der Gewerkschaften. 1973 entstand eine neue Kabinenbahn zum Skalnaté pleso, die schrittweise die alte Seilbahn auf diesem Abschnitt ablöste. Zum Anlass eines Treffens des Dachverbands der Campingindustrie (FICC) im Jahr 1974 entstand am Waldrand das Erholungszentrum Eurocamp FICC, heute ist es allerdings im ruinösen Zustand. Bis 1960 gehörte der Ort zur Gemeinde Starý Smokovec und war bis zu seiner Eingemeindung nach Vysoké Tatry selbständig.

## Fremdenverkehr
Von Tatranská Lomnica führt eine Kabinenbahn zum Skalnaté pleso (Steinbachsee) auf eine Höhe von 1750 m n.m.. Von dort führt eine andere Seilbahn zur Lomnický štít (Lomnitzer Spitze), 2634 m n.m., und ein Sessellift zum Lomnické sedlo (Lomnitzer Sattel), 2189 m n.m.. Der Ort ist Ausgangspunkt für Bergwanderungen in die Täler Veľká Studená dolina, Malá Studená dolina, Skalnatá dolina, Dolina Kežmarskej Bielej vody und Seilbahnfahrten.
Neben den Hotels Lomnica, Morava, dem Grandhotel Praha sowie der architektonisch interessanten Villa Széchenyi befindet sich hier das 1957 gegründete Museum des Tatra-Nationalparks (slowakisch Múzeum TANAP-u), die seit 1969 in einem vom Architekten Pavol Merjavý entworfenen Gebäude im Stil der Spätmoderne aus den Jahren 1965–69 untergebracht ist. Das Museum präsentiert die Natur und Ethnographie auf dem Gebiet des Tatra-Nationalparks sowie die Erschließung der Hohen Tatra. Das 2013 gegründete private Ski Museum dokumentiert die Geschichte des Wintersports in der Hohen Tatra vor allem bis 1945, mit ausgestellten zeitgenössischen Sportgeräten. Am Nordostrand von Tatranská Lomnica steht seit 1992 ein Botanischer Garten, offiziell Ausstellung der Tatra-Natur (slowakisch Expozícia tatranskej prírody) genannt.
Im Ort stehen die römisch-katholische Kirche Mariä Himmelfahrt aus dem Jahr 1902 sowie die im selben Jahr fertiggestellte evangelische Kirche im neogotischen Stil.

## Sport
In Tatranská Lomnica befanden sich bis zum Abriss 2008 mit den Jamy-Schanzen drei kleinere Skisprungschanzen, von denen jedoch nur noch die K28 erhalten ist.

## Verkehr
In Tatranská Lomnica steht der Endbahnhof Tatranská Lomnica der meterspurigen Elektrischen Tatrabahn sowie der normalspurigen Bahnstrecke Studený Potok–Tatranská Lomnica. Unweit davon liegt der kleine Busbahnhof Vysoké Tatry, Tatranská Lomnica. Ferner liegt der Ort direkt an der Cesta II. triedy 537 („Straße 2. Ordnung“), die hier als Teil des Straßenzugs Cesta Slobody (deutsch Freiheitsstraße) gilt. Von ihr zweigt die Cesta II. triedy 540 nach Veľká Lomnica ab. Zu den Anschlussstellen Poprad-východ und Vysoké Tatry an der Autobahn D1 sind es 14 beziehungsweise 15 Kilometer, der Flughafen Poprad-Tatry ist 18 Kilometer entfernt.